# هلنا نورمنتون
هلنا فلورانس نورمنتون (به انگلیسی: Helena Florence Normanton)، وکیل عالی‌رتبه (QC) (۱۴ دسامبر ۱۸۸۲ – ۱۴ اکتبر ۱۹۵۷)، اولین زن وکیل در بریتانیا بود. در نوامبر ۱۹۲۲، او به‌عنوان دومین زن به کانون وکلای انگلستان و ولز راه یافت، پس از آیوی ویلیامز که این قدم تاریخی را در مه همان سال برداشت. او پس از ازدواج، نام خانوادگی خود را حفظ کرد و در سال ۱۹۲۴ به اولین زن متأهل بریتانیایی تبدیل شد که پاسپورتی با نام خانوادگی اصلی (نام هنگام تولد) خود دریافت کرد. در اکتبر ۲۰۲۱، از نورمنتون با نصب یک پلاک آبی میراث فرهنگی انگلستان، در خانه‌اش در میدان مکلبورگ لندن، تقدیر شد.

## اوایل زندگی و تحصیلات
نورمنتون در شرق لندن به دنیا آمد. والدینش جین امیلیا (مارشال) و ویلیام الکساندر نورمنتون که سازنده پیانو بود، بودند. در سال ۱۸۸۶، وقتی او تنها چهار سال داشت، جسد پدرش در یک تونل راه‌آهن پیدا شد. مادرش که شاید پیش از آن از پدرش جدا شده بود (که در آن زمان موقعیتی پُر از برچسب اجتماعی بود)، هلنا و خواهر کوچکترش اتل را به تنهایی بزرگ کرد –اتاق‌هایی از خانه خود در وولیچ را به همسران افسران اجاره می‌داد و بعداً به برایتون نقل مکان کرد تا یک خواربارفروشی و سپس یک پانسیون را اداره کند.
در سال ۱۸۹۶، نورمنتون توانست بورسیه‌ای برای تحصیل در مدرسه علوم یورک پلیس در شهر برایتون دریافت کند؛ مدرسه‌ای که امروزه به نام مدرسه وارندین شناخته می‌شود. او در دوران تحصیل خود عملکرد بسیار موفقی داشت و تا زمانی که در ژوئیه سال ۱۹۰۰ این مدرسه را ترک کرد، به عنوان «معلم شاگرد» فعالیت می‌کرد. پس از مرگ مادرش، او مسئول حمایت از خواهرش شد و در اداره پانسیون خانوادگی کمک می‌کرد. سپس، نورمنتون در کالج تربیت معلم ادج هیل در لیورپول تحصیل کرد و بین سال‌های ۱۹۰۳ تا ۱۹۰۵ تحصیلات خود را در این کالج ادامه داد.
او همچنین به‌عنوان دانشجوی غیرحضوری در دانشگاه لندن به مطالعه تاریخ مدرن پرداخت و با دریافت رتبه عالی فارغ‌التحصیل شد. او موفق به دریافت دیپلم معلمان دوره متوسطه اسکاتلند شد و همچنین مدرکی در زبان، ادبیات و تاریخ فرانسه از دانشگاه دیژون به دست آورد. نورمنتون به تدریس تاریخ در دانشگاه‌های گلاسگو و لندن پرداخت و به سخنرانی و نگارش دربارهٔ موضوعات فمینیستی مشغول شد. او به‌عنوان معلم خصوصی پسران بارون دو فورست، یکی از نمایندگان لیبرال مجلس، کار کرد. او همچنین در جلسات لیگ آزادی زنان سخنرانی می‌کرد و از کنگره ملی هند حمایت می‌نمود.

## فعالیت حرفه‌ای
هلنا نورمنتون در کتابش به نام قانون روزمرهٔ زنان لحظه‌ای را تعریف می‌کند که تصمیم گرفت وارد حرفه وکالت شود. او می‌گوید که در سن ۱۲ سالگی، همراه مادرش به دفتر وکیلی رفته بود و مشاهده کرد که مادرش نمی‌تواند مشاوره وکیل را به‌درستی درک کند. این تجربه، در نگاه نورمنتون، شکلی از تبعیض جنسیتی بود و او تصمیم گرفت که به زنان کمک کند تا به قانون دسترسی داشته باشند؛ حوزه‌ای که در آن زمان تنها برای مردان قابل‌دسترس بود.
نورمنتون در این کتاب می‌نویسد: «من هنوز نمی‌توانم تحمل کنم که زنان به دلیل نداشتن دانش ابتدایی از حقوق، که در بین مردان رایج‌تر است، در معاملات ضرر کنند.»
نورمنتون از سنین پایین آرزو داشت که وکیل شود. درخواست او در سال ۱۹۱۸ برای دانشجوی شدن در مدرسه میدل تمپل رد شد، و او شکایتی به مجلس اعیان ارائه داد. سپس، در تاریخ ۲۴ دسامبر ۱۹۱۹، تنها چند ساعت پس از اجرایی شدن قانون رفع عدم صلاحیت بر اساس جنسیت ۱۹۱۹، درخواست خود را دوباره ارائه داد و به مدرسه Middle Temple پذیرش یافت. او در سال ۱۹۲۱ با گاوین بومن واتسون کلارک ازدواج کرد، اما به دلایل حرفه‌ای نام خانوادگی اصلی خود را حفظ کرد. در سال ۱۹۲۴، او اولین زن متأهل بریتانیایی شد که پاسپورتی با نام خانوادگی اصلی خود دریافت کرد.
او دومین زنی بود که در ۱۷ نوامبر ۱۹۲۲، کمی پس از آیوی ویلیامز، به وکالت پذیرفته شد. او نخستین زنی بود که حکم طلاق را برای موکل خود گرفت، نخستین زنی که در یک پرونده قتل مسئولیت تعقیب قانونی را بر عهده گرفت، و نخستین زنی که یک دادگاه را در آمریکا هدایت کرد. همچنین او اولین زنی بود که در دادگاه عالی و دادگاه اولد بیلی حاضر شد. در سال ۱۹۴۹، او به همراه رز هایلبورن، یکی از دو زنی بود که برای نخستین بار به‌عنوان King's Counsel در دادگستری انگلستان منصوب شدند.

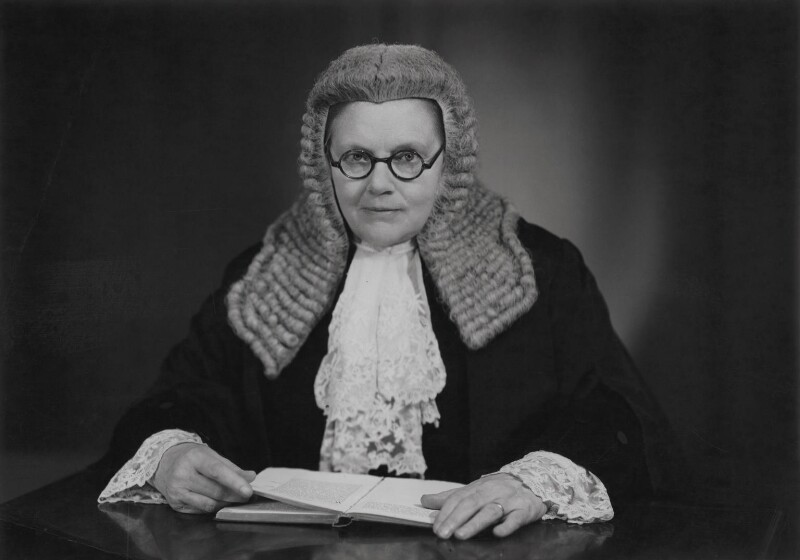
تصویری از هلنا نورمنتون که در سال ۱۹۵۰ گرفته شده است.

## فمینیسم
نورمنتون یک مبارز برای حقوق زنان و حق رأی زنان بود. او اولین زن متأهل در بریتانیا بود که پاسپورتی با نام خانوادگی اصلی خود دریافت کرد. او معتقد بود که مردان و زنان باید پول و دارایی خود را به‌صورت جداگانه حفظ کنند.
ده سال پس از تصویب قانون رفع محرومیت‌های جنسیتی در سال ۱۹۱۹، نورمنتون در هفتمین کنفرانس سالانه انجمن زنان مهندس در ژوئیه ۱۹۲۹ سخنرانی کرد. در این کنفرانس، او در کنار وینیفرد کالیس، نخستین زنی که ریاست یک کرسی استادی در دانشکده پزشکی را بر عهده داشت، و ادنا موزلی، معمار برجسته، حضور داشت. در سخنرانی خود، نورمنتون به این موضوع اشاره کرد که؛
نزدیک به صد زن وکیل در این کشور وجود دارند که بیشتر آن‌ها از شایستگی‌های درخشانی برخوردار هستند. او اعتقادی به بایکوت مردان در حرفه‌ها نداشت، اما معتقد بود که زنان باید حداقل وارد عرصه فعالیت شوند. در حال حاضر، نوعی سردرگمی کلی در مورد موقعیت زنان وجود داشت؛ آن‌ها می‌توانستند مهندس شوند، اما نمی‌توانستند وزیر کلیسا باشند؛ نمی‌توانستند وارد دروازه‌های مقدس بورس اوراق بهادار یا مجلس اعیان شوند؛ می‌توانستند وزیر کابینه شوند اما سفیر نمی‌توانستند باشند. تا زمانی که هر زنی از رسیدن به جایگاهی که استعدادش او را به آن دعوت می‌کرد، بازمی‌ماند، تمام زنانگی و جایگاه زنان کاهش می‌یافت.
او از سال ۱۹۳۶ تا ۱۹۵۴ به‌عنوان مشاور حقوقی افتخاری برای انجمن زنان مهندس خدمت کرد و در این نقش جانشین تئودورا لوولین دیویس شد.
او برای اصلاح قوانین طلاق مبارزه کرد و تا سال ۱۹۵۲ رئیس انجمن زنان متأهل بود. در آن سال، سایر اعضای رسمی این انجمن به دلیل گزارشی که او به کمیسیون سلطنتی طلاق ارائه کرد و آن را «ضد مرد» تلقی کردند، استعفا دادند. نورمنتون پس از این اتفاق، یک سازمان جداگانه به نام شورای زنان متأهل تشکیل داد.
او انجمن منشور کبیر (Magna Carta Society) را بنیان‌گذاری کرد. او در تمام طول زندگی‌اش یک صلح‌طلب بود و بعدها از کمپین خلع سلاح هسته‌ای (CND) حمایت کرد. او پس از جنگ جهانی دوم در اعتراضاتی علیه بمب هسته‌ای شرکت کرد.

## زندگی شخصی
نورمنتون با گوین بومن واتسون کلارک، یک حسابدار، ازدواج کرده بود. آن‌ها در لندن زندگی می‌کردند.
نورمنتون در تاریخ ۱۴ اکتبر ۱۹۵۷ در سیدنم، لندن درگذشت و پس از مراسم سوزاندن جسد، در قبرستان کلیسای اووینگدین، ساسکس، در کنار همسرش به خاک سپرده شد.

## میراث
در آوریل ۲۰۲۱، بنیاد میراث انگلیس اعلام کرد که نورمنتون یکی از شش زنی است که با یک پلاک آبی به افتخارشان تجلیل می‌شود. این پلاک محل زندگی او بین سال‌های ۱۹۱۹ تا ۱۹۳۱ را، در اوایل دوران حرفه‌ای‌اش به‌عنوان وکیل، مشخص می‌کند. نامزدی نورمنتون برای این پلاک توسط گروهی از وکلای زن در Doughty Street Chambers ارائه شد. این پلاک توسط برندا هیل، اولین زن رئیس دیوان عالی بریتانیا، در اکتبر ۲۰۲۱ بر روی دیوار شماره ۲۲ میدان مک‌لنبرگ رونمایی شد. در سال ۱۹۵۷، نورمنتون اولین کسی بود که یک کمک مالی به عنوان میراث برای دانشگاه ساسکس (که در سال ۱۹۶۱ افتتاح شد) اختصاص داد و به‌عنوان یکی از تأمین‌کنندگان مالی بنیان‌گذار شناخته می‌شود. او نوشت: «این هدیه را به پاس قدردانی از تمام آنچه برایتون برای آموزش من در زمانی که یتیم شده بودم، انجام داد، تقدیم می‌کنم.» در سال ۲۰۱۵، «انجمن هلنا نورمنتون» به افتخار او در دانشگاه ساسکس تأسیس شد و در سال ۲۰۱۷، «بورسیه دکترای هلنا نورمنتون» در همان‌جا راه‌اندازی شد.
آرشیوهای هلنا نورمنتون در کتابخانه زنان، واقع در کتابخانه مدرسه اقتصاد لندن (LSE)، نگهداری می‌شوند.
در فوریه ۲۰۱۹، کانون وکلای 218 Strand Chambers به افتخار هلنا نورمنتون به Normanton Chambers تغییر نام داد. این اقدام به‌عنوان اولین موردی که کانون وکلای مدافع به نام یک زن نام‌گذاری شد، تاریخ‌ساز شد.
در سال ۲۰۲۰، وکیل کارلیا لیکورگو اولین فروشگاه تخصصی لباس‌های رسمی دادگاه برای زنان را راه‌اندازی کرد، چرا که بسیاری از لباس‌های موجود در آن زمان مناسب و راحت نبودند. او این فروشگاه را به نام Ivy & Normanton نام‌گذاری کرد، به افتخار آیوی ویلیامز، اولین زنی که در مه ۱۹۲۲ به کانون وکلا پیوست، و هلنا نورمنتون.
در آوریل ۲۰۲۱، بنیاد میراث انگلیس اعلام کرد که نورمنتون یکی از شش زنی است که با پلاک آبی به افتخارشان تجلیل شده است. این پلاک محل زندگی او بین سال‌های ۱۹۱۹ تا ۱۹۳۱ را، در اوایل دوران حرفه‌ای‌اش به‌عنوان وکیل، مشخص می‌کند. نامزدی نورمنتون برای این پلاک توسط گروهی از وکلای زن در Doughty Street Chambers ارائه شد. این پلاک توسط برندا هیل، اولین زن رئیس دیوان عالی بریتانیا، در اکتبر ۲۰۲۱ بر روی دیوار شماره ۲۲ میدان مک‌لنبرگ رونمایی شد.

## آثار
- تمایز جنسی در حقوق، ۱۹۱۵
- هند در انگلستان، ۱۹۱۵
- اولین مورد اولیور کوندون، ۱۹۲۷ (رمان پلیسی عاشقانه ای که با نام مستعار کاودری براون منتشر شد)
- محاکمه نورمن تورن: قتل در مزرعه مرغ کروبورو، ۱۹۲۹
- محاکمه آلفرد آرتور روس، ۱۹۳۱
- قانون روزمره برای زنان، ۱۹۳۲
- محاکمه خانم دانکن، ۱۹۴۵